# Holzhausen (Bismark)
Holzhausen ist eine Ortschaft und ein Ortsteil der Stadt Bismark (Altmark) im Landkreis Stendal in Sachsen-Anhalt.

## Geographie
Holzhausen, ein Straßendorf mit Kirche, liegt etwa vier Kilometer südlich der Stadt Bismark (Altmark), 11 Kilometer östlich von Kalbe (Milde) und 21 Kilometer westlich von Stendal. Im Süden des Gemarkung bildet der Secantsgraben die Grenze zum Altmarkkreis Salzwedel. Holzhausen liegt am Endmoränenbogen, der sich von Kremkau in Richtung Osten bis Stendal hinzieht.

## Geschichte

### Mittelalter bis Neuzeit
Im Jahre 1284 wurde das Dorf erstmals als villa Holthuse erwähnt, als die Markgrafen Otto und Otto dem Domstift in Stendal Getreidelieferungen aus dem Dorf vereigneten. Im Landbuch der Mark Brandenburg von 1375 wird das Dorf als Holthusen aufgeführt. Es umfasste 12 Hufen. Im Jahre 1377 stiftete Kaiser Karl IV. Einnahmen aus Holtzhusen für ein Domstift auf der Burg Tangermünde.
Am 6. Oktober 1835 wurden durch Brandstiftung fast zwei Drittel der Dorfanlage zerstört. Die Feuerversicherung zahlte 1.650 Taler.

### Eingemeindungen
Ursprünglich gehörte das Dorf zum Stendalischen Kreis der Mark Brandenburg in der Altmark. Zwischen 1807 und 1813 lag es im Kanton Bismark im Distrikt Stendal auf dem Territorium des napoleonischen Königreichs Westphalen. Ab 1816 gehörte die Holzhausen zum Landkreis Stendal.
Am 30. September 1928 wurde der Gutsbezirk Holzhausen mit der Landgemeinde Holzhausen vereinigt.
Am 25. Juli 1952 wurde Holzhausen dem Kreis Kalbe (Milde) zugeordnet. Nach dessen Auflösung am 1. Januar 1988 kam die Gemeinde zum Kreis Gardelegen. Am 1. Juli 1994 kam Holzhausen zum heutigen Landkreis Stendal.
Bis zum 31. Dezember 2009 war Holzhausen eine selbständige Gemeinde und gehörte der jetzt aufgelösten Verwaltungsgemeinschaft Bismark/Kläden an.
Der Gemeinderat der Gemeinde Holzhausen beschloss am 11. Juni 2009 die Zustimmung zu einem Gebietsänderungsvertrag, wodurch ihre Gemeinde aufgelöst und Teil einer neuen Einheitsgemeinde mit dem Namen Stadt Bismark (Altmark) wurde. Dieser Vertrag wurde vom Landkreis als unterer Kommunalaufsichtsbehörde genehmigt und trat am 1. Januar 2010 in Kraft.
In der eingeflossenen Gemeinde und nunmehrigen Ortschaft Holzhausen wurde ein Ortschaftsrat mit drei Mitgliedern einschließlich Ortsbürgermeister gebildet.

### Einwohnerentwicklung

#### Dorf und Gut
| Jahr            | 1734 | 1772 | 1790 | 1798 | 1801 | 1818 | 1840 | 1864 | 1871 | 1885 | 1892 | 1895 | 1900 | 1905 |
| Dorf Holzhausen | 124  | 166  | 140  | 170  | 169  | 206  | 223  | 391  | 197  | 245  | 245  | 223  | 229  | 212  |
| Gut Holzhausen  |      |      | 08   | 017  |      |      |      |      | 035  | 010  |      | 08   |      | 032  |

#### Gemeinde
| Jahr | Einwohner |
| ---- | --------- |
| 1910 | [00]261   |
| 1925 | 276       |
| 1939 | 227       |
| 1946 | 318       |
| 1964 | 282       |
| 1971 | 245       |
| 1974 | [0]234    |

| Jahr | Einwohner |
| ---- | --------- |
| 1981 | 199       |
| 1984 | [0]192    |
| 1985 | [00]178   |
| 1990 | [00]172   |
| 1991 | [0]179    |
| 1993 | 172       |
| 1995 | 0[0]134   |

| Jahr | Einwohner |
| ---- | --------- |
| 2000 | 0[0]123   |
| 2002 | 0[0]123   |
| 2004 | 0[0]116   |
| 2006 | 0[0]117   |
| 2007 | [00]125   |
| 2008 | [00]116   |
| 2009 | [00]112   |

Quelle, wenn nicht angegeben, bis 1993:

#### Ortsteil
| Jahr | Einwohner |
| ---- | --------- |
| 2010 | [00]118   |
| 2018 | [00]109   |
| 2020 | [00]107   |
| 2021 | [00]107   |
| 2022 | [0]102    |
| 2023 | [0]097    |

## Religion
- Die evangelische Kirchengemeinde Holzhausen, die früher zur Pfarrei Könnigde bei Bismark gehörte,[19] wird heute betreut vom Pfarrbereich Bismark im Kirchenkreis Stendal im Bischofssprengel Magdeburg der Evangelischen Kirche in Mitteldeutschland.[20]
- Die ältesten überlieferten Kirchenbücher für Holzhausen stammen aus dem Jahre 1682.[21]
- Die katholischen Christen gehören zur Pfarrei St. Anna in Stendal im Dekanat Stendal im Bistum Magdeburg.[22]

## Politik

### Ortsbürgermeisterin
Ortsbürgermeisterin der Ortschaft Holzhausen ist Ilona Witte, die auch letzte Bürgermeisterin der Gemeinde Holzhausen war.

### Ortschaftsrat
Bei der Ortschaftsratswahl am 9. Juni 2024 stellte sich die „Wählergemeinschaft Holzhausen“ zur Wahl. Sie errang alle 3 Sitze, genauso wie 2019.
Zwei Ortschaftsräte sind Frauen.
Von 82 Wahlberechtigten hatten 44 ihre Stimme abgegeben, die Wahlbeteiligung betrug damit 53,66 Prozent.

## Kultur und Sehenswürdigkeiten

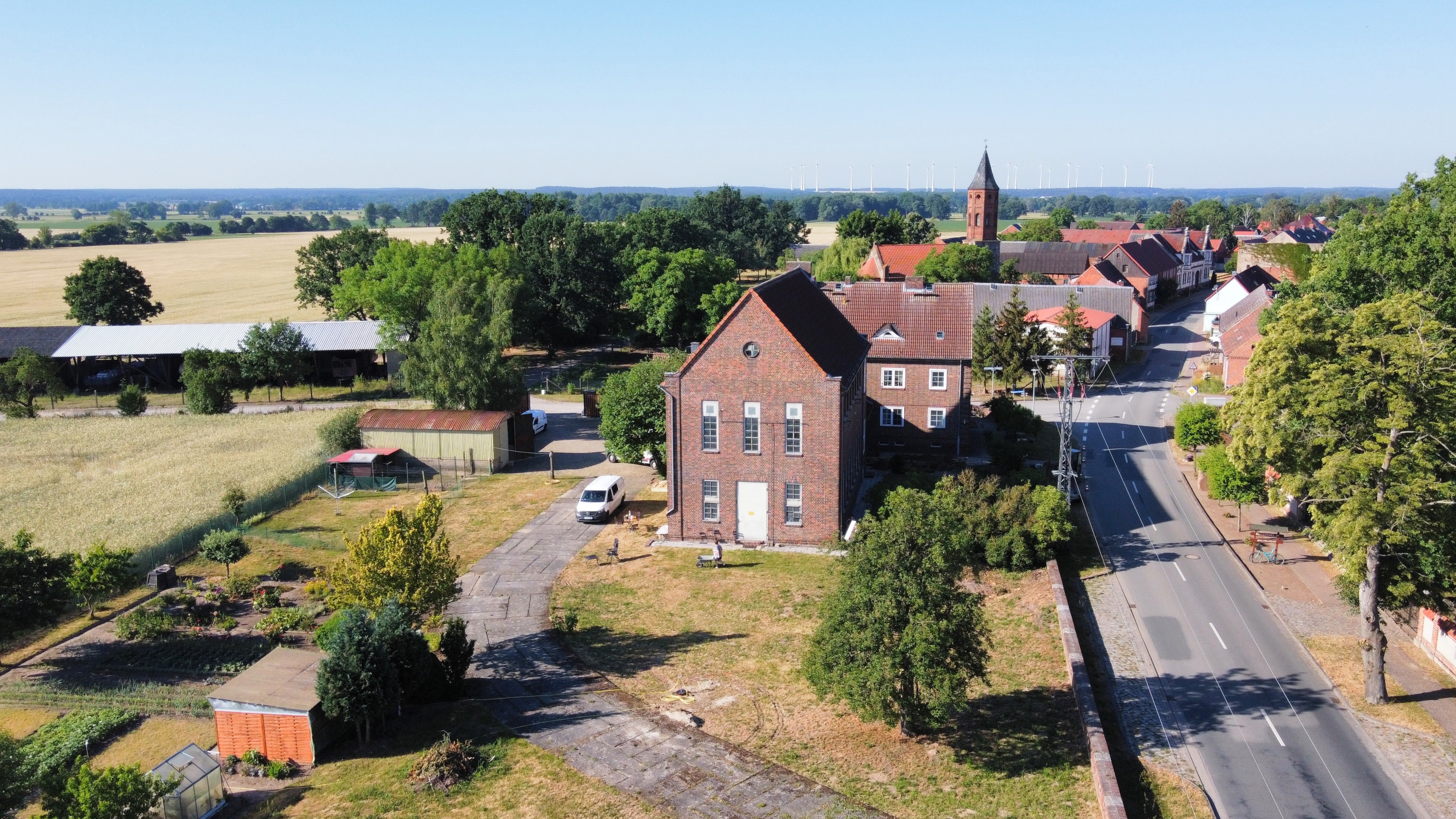
Schalt-Station Holzhausen (Ehemaliges Umspannwerk)

- Die evangelische Dorfkirche Holzhausen, ein 1866 errichteter neoromanischer Feldsteinquaderbau mit Backsteinteilen, steht auf den Fundamenten einer Kirche aus dem 17. Jahrhundert. Sie wurde 1959 restauriert und 1990 neu ausgemalt. Sie besitzt nur noch eine Glocke.[26] 1933 besaß die Kirche noch zwei Glocken aus den Jahren 1477 und 1497.[27]
- Die Kirche steht auf dem ehemaligen Ortsfriedhof.
- Der Ortsfriedhof befindet sich am nördlichen Ortseingang.
- In Holzhausen steht ein Denkmal für die Gefallenen des Ersten Weltkrieges, ein Granitkreuz gekrönt von einem Adler und ein Grab eines unbekannten Soldaten.[28]
- Die Schalt-Station, am Ortseingang von Bismark und Könnigde kommend, ist ein Denkmal aus der Zeit der Elektrifizierung der Altmark. Das nach Plänen des Architekten Hermann Frede errichtete, 1926 eröffnete und 2009 als Umspannwerk Holzhausen außer Betrieb gegangene Bauwerk befindet sich seit 2022 in Privatbesitz und soll zukünftig aus Ausstellungsgebäude genutzt werden.[29]

## Wirtschaft und Infrastruktur

### Verkehr
Durch Holzhausen führt die Landesstraße 28, die Bismark (Altmark) mit Jävenitz verbindet. Der nächste Bahnhof befindet sich in der 6 km entfernten Gemeinde Hohenwulsch (Bahnlinie Bahnstrecke Stendal–Uelzen).
Es verkehren Linienbusse und Rufbusse von stendalbus.